# 乌拉堡

乌拉堡区在赫尔辛基地图上的位置

乌拉堡（芬蘭語：Ullanlinna，芬兰语全音译为乌兰林纳），是芬兰首都赫尔辛基南部的市区。市区的名字来自18世纪在该地区南边的防御工事（现已无迹可寻，该工事与芬兰堡一道是赫尔辛基的防御工事）。名字中的“乌拉”（Ulla）来自瑞典女王烏爾麗卡·埃莉諾拉（Ulrika）。
19世纪时这块区域里主要有赫尔辛基富有中产阶层盖的夏季凉亭。在19世纪后期此地的面貌开始逐渐改变，木造房屋被当时流行的与浪漫民族风格同义的德式青年风的高层砖石房屋所取代。
乌拉堡的中心地带是天文台公园（Tähtitorninpuisto），公园的中央为卡尔·卢德维格·恩格尔在1825年设计的新古典主義风格的观测台。

## 图集

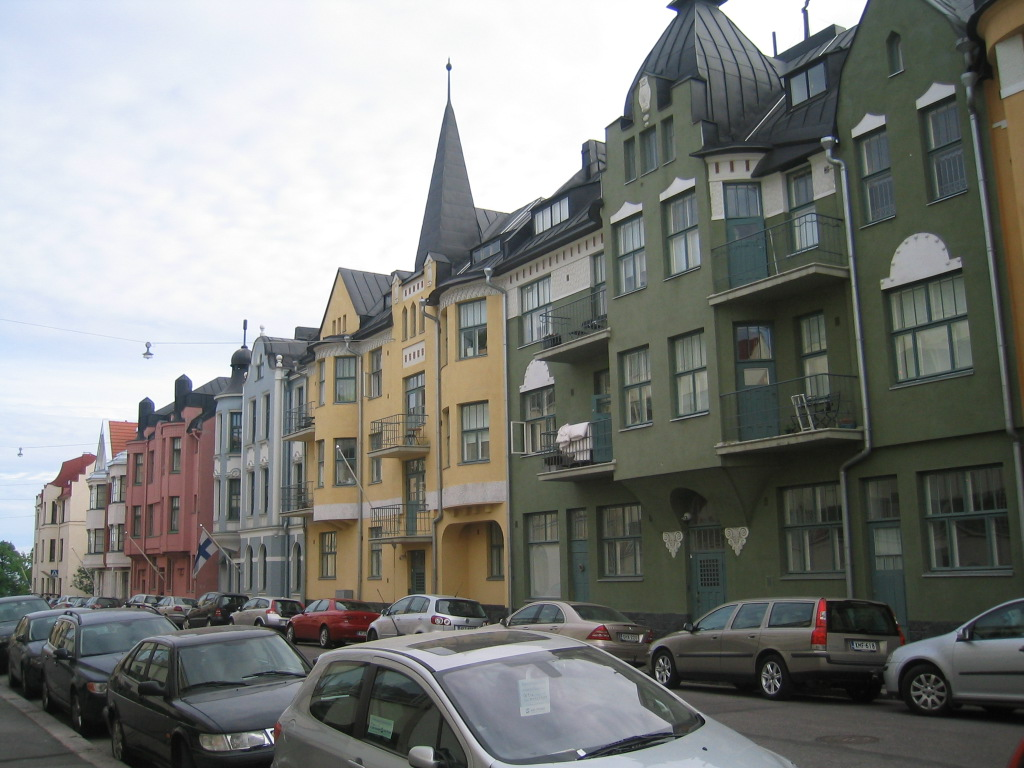
别墅街（Huvilakatu）上的住宅楼
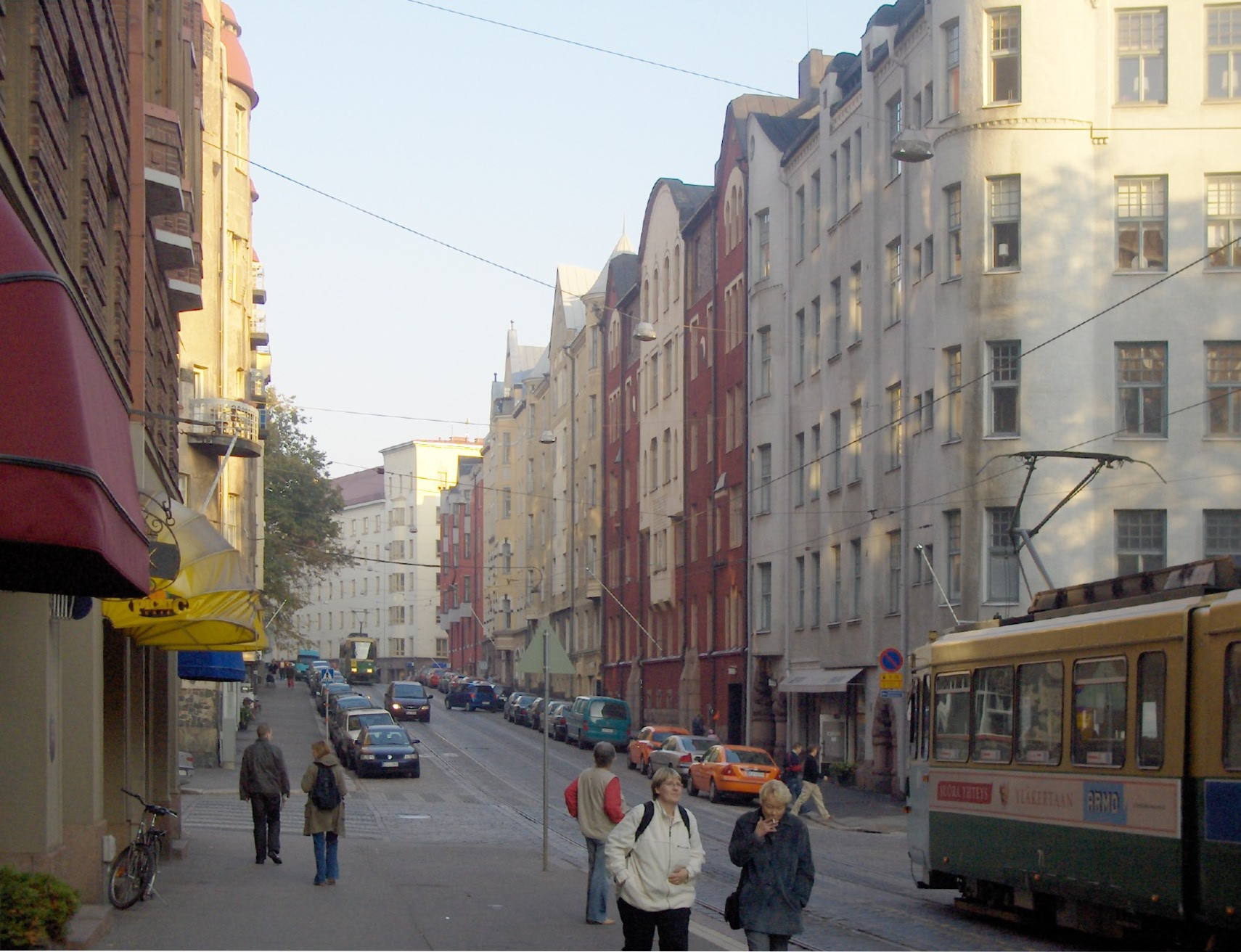
工厂街（Tehtaankatu）
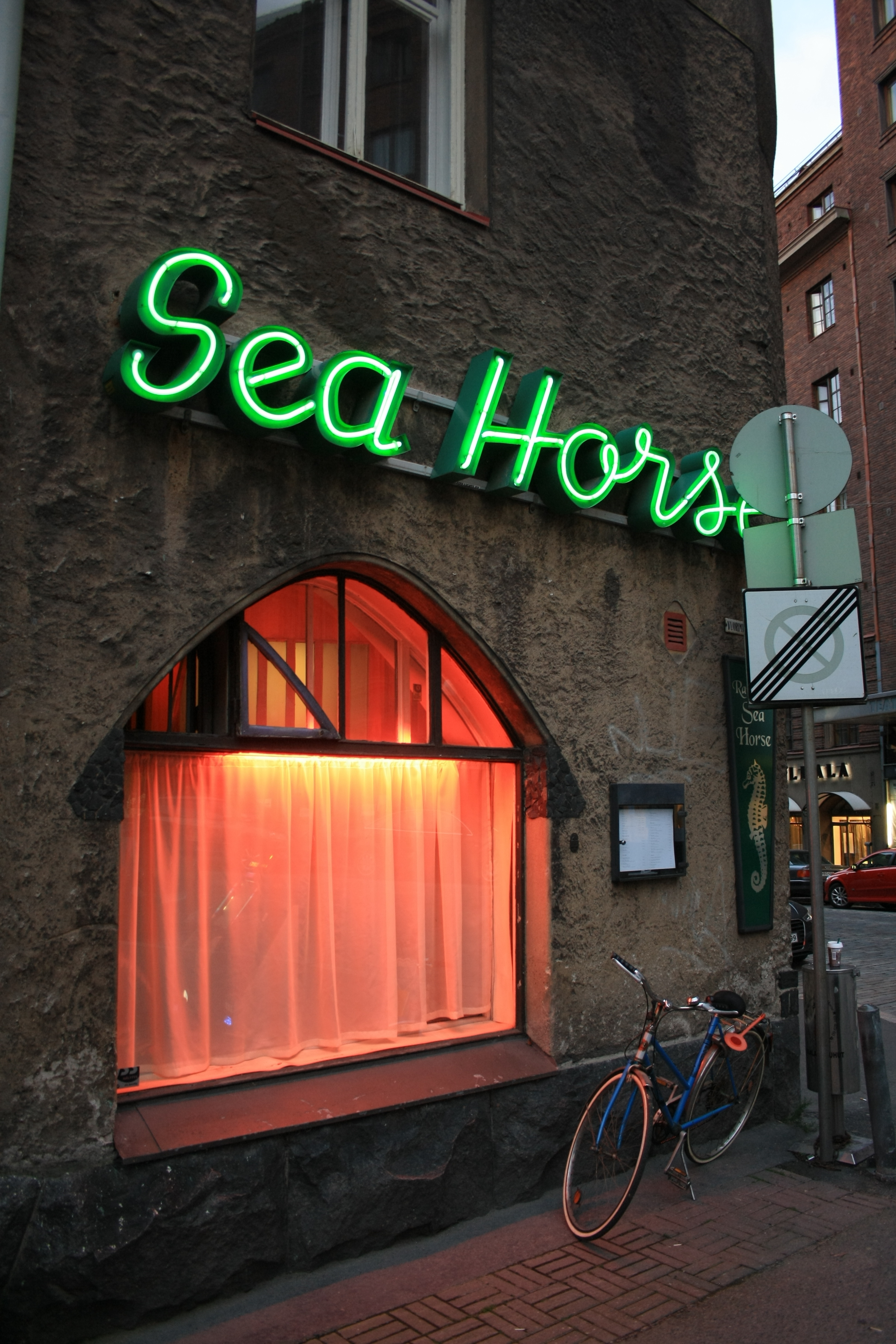
1934年开业的海马餐馆（芬蘭語：Sea Horse）
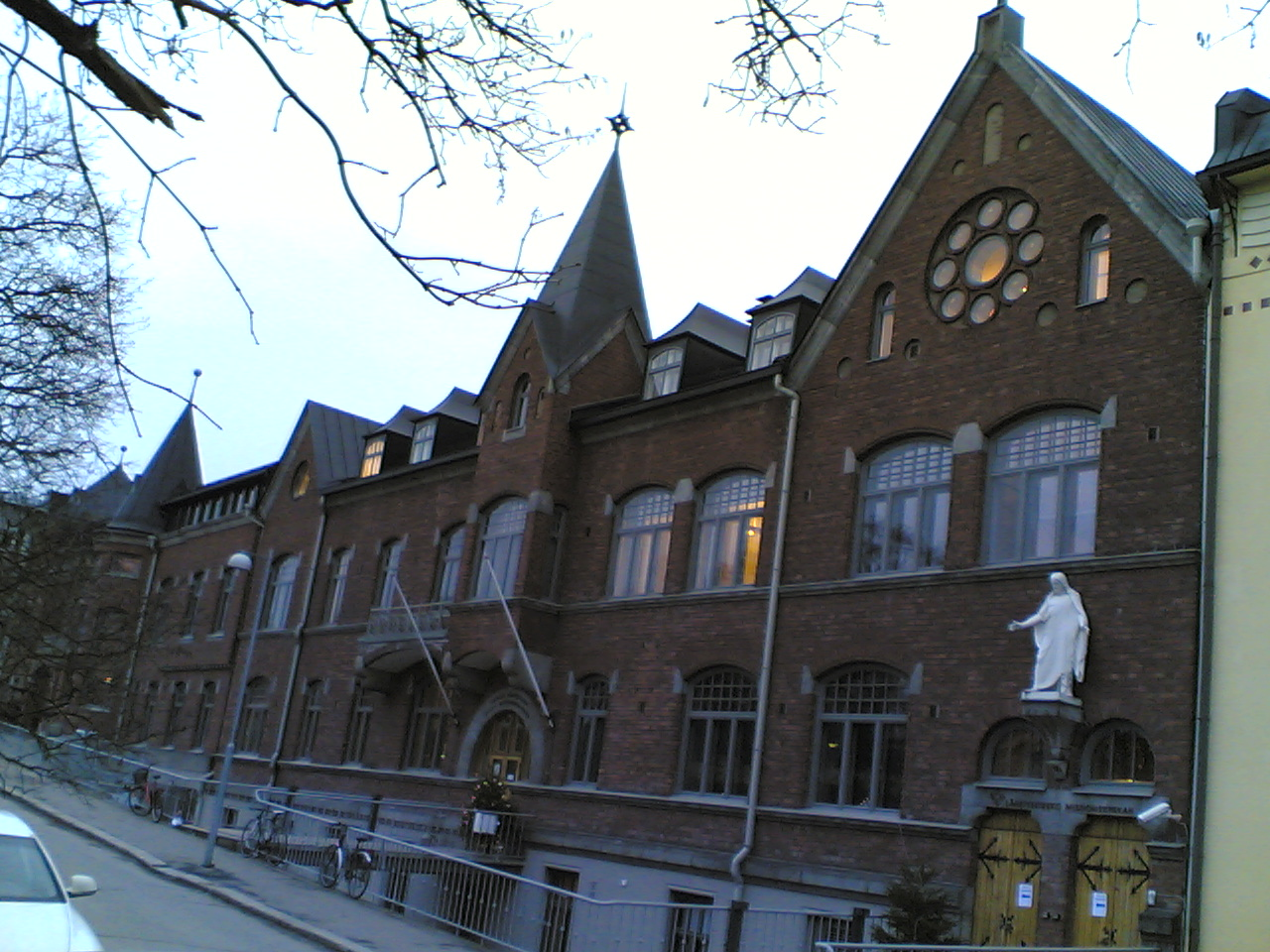
芬兰信义会差会的办公楼及教堂建筑
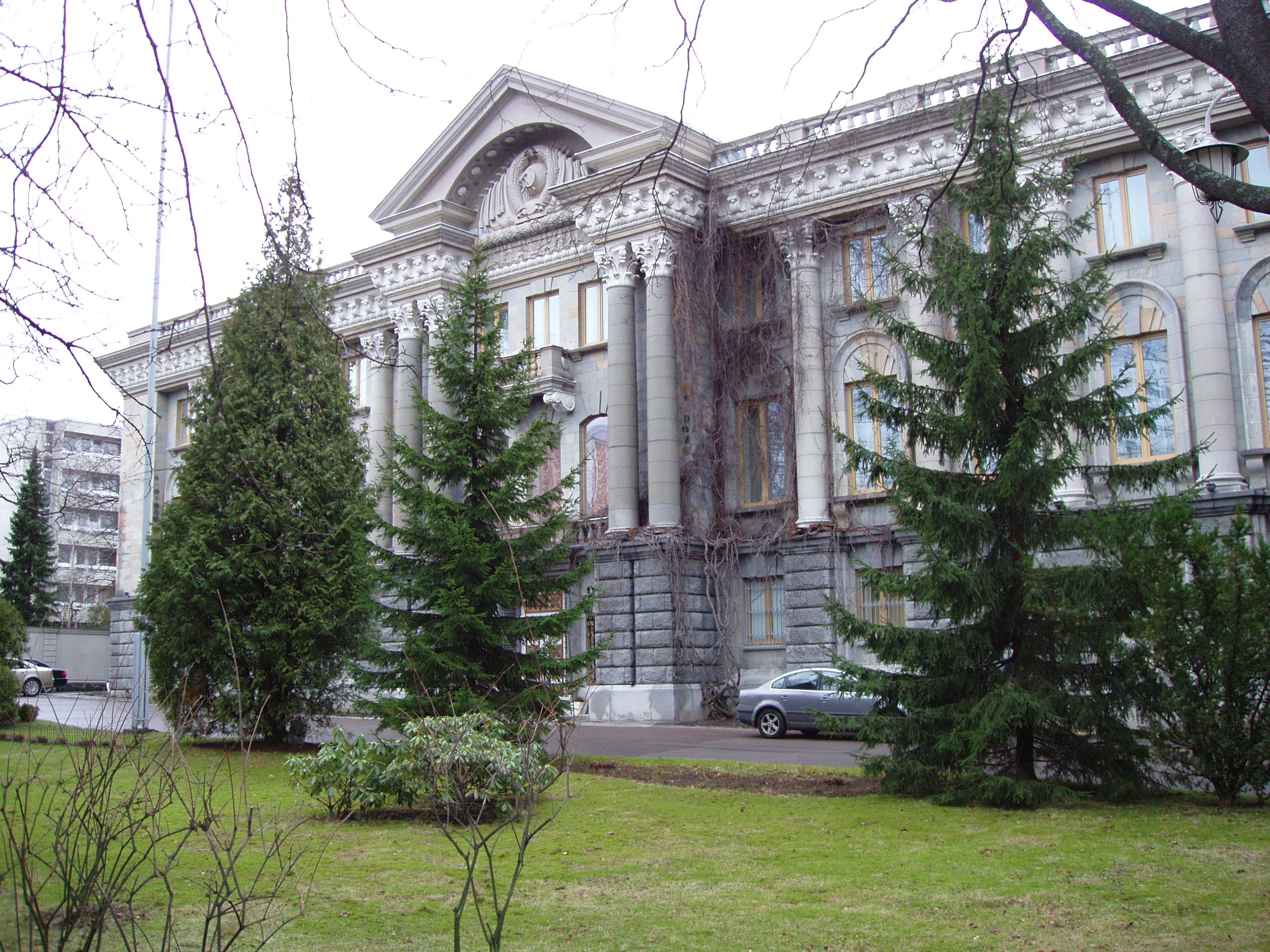
俄罗斯联邦驻芬兰大使馆